# James Stirling (architekt)
Sir James Frazer Stirling (22. dubna 1926 Glasgow, Spojené království – 25. června 1992 Londýn) byl britský architekt, představitel brutalismu (nového brutalismu).

## Teoretická základna
Studoval architekturu na univerzitě v Liverpoolu v letech 1945-1950, kde byl silně ovlivněn svým učitelem, historikem a teoretikem architektury a urbanismu Colinem Rowem, jenž jej inspiroval svými postoji, především vírou v konec modernismu. Rowe v něm nalezl naději na vytvoření nového paradigmatu v architektuře, jakémusi modernímu neoklasicismu, založeném na myšlence, že moderní architektura nemá být novým řádem, ale kontinuálním pokračováním architektury "staré", protože některé zásadní principy staré tvorby (kánony) používají nadále i moderní architekti, přestože je formálně odvrhli. Jeho tvorba díky tomu byla do značné míry poplatná Roweovým teoriím, díky čemuž se mu přezdívalo Roweův kreslič.

## Život a dílo

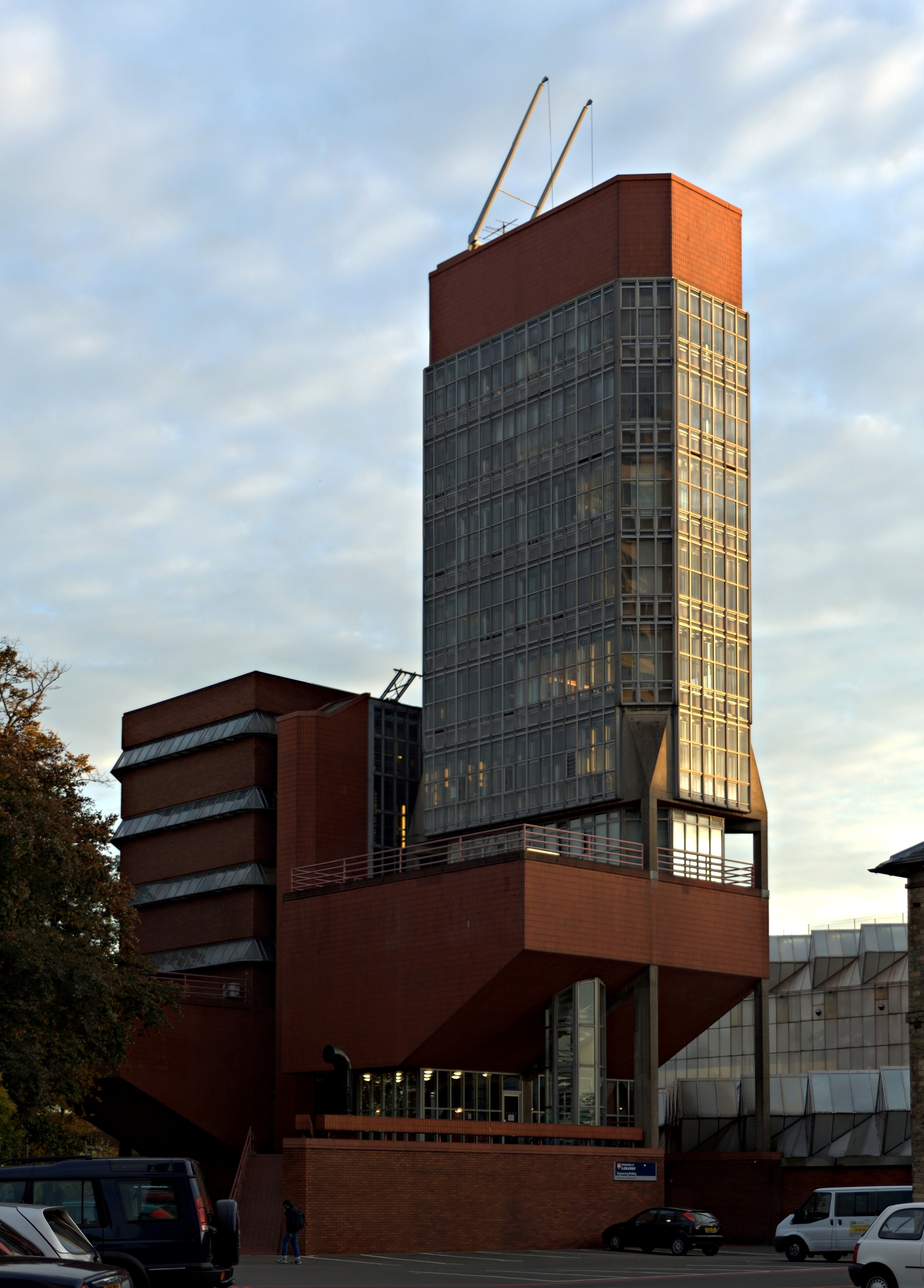
Strojní fakulta Univerzity v Leicesteru

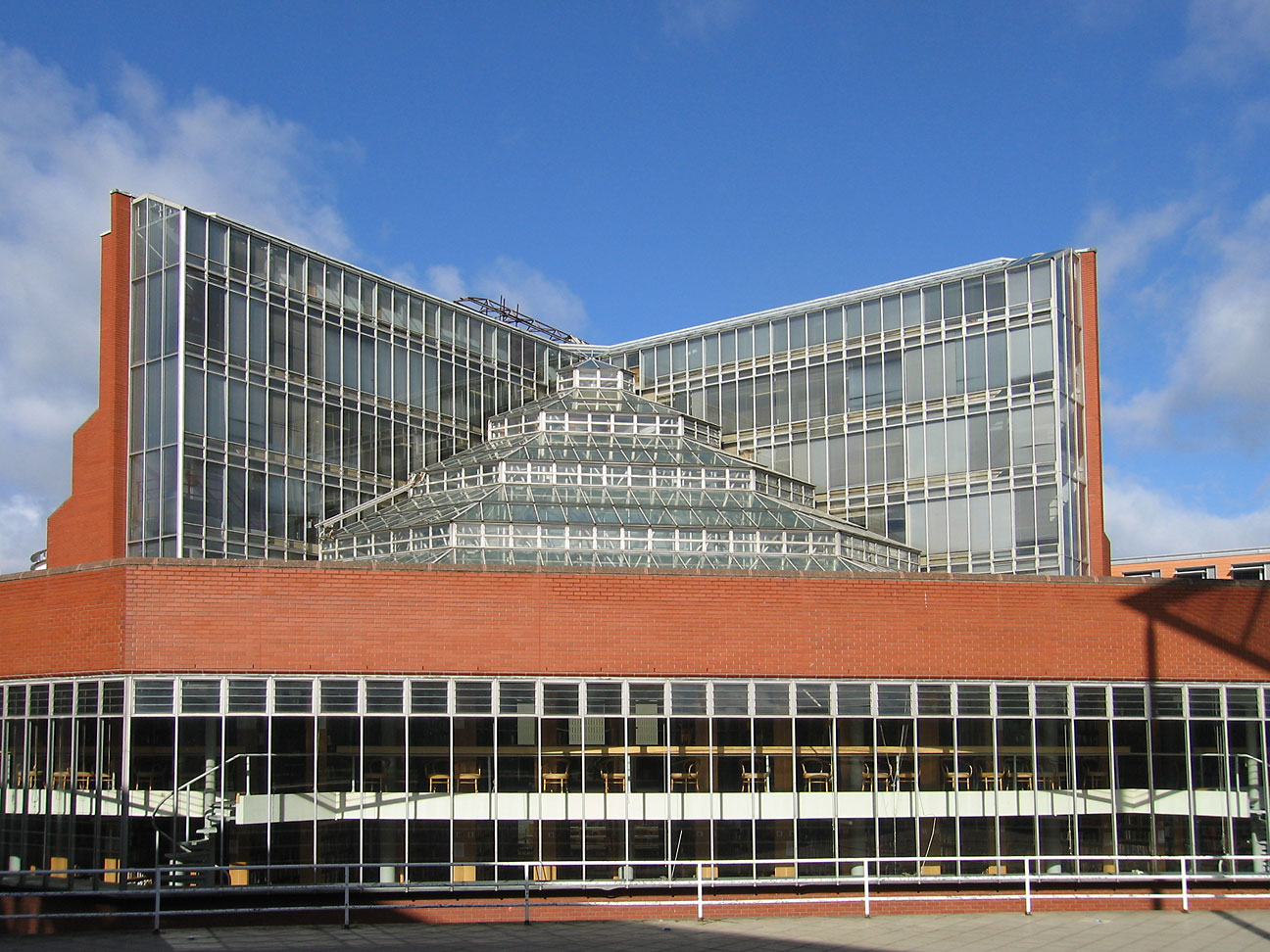
Fakulta historie University of Cambridge

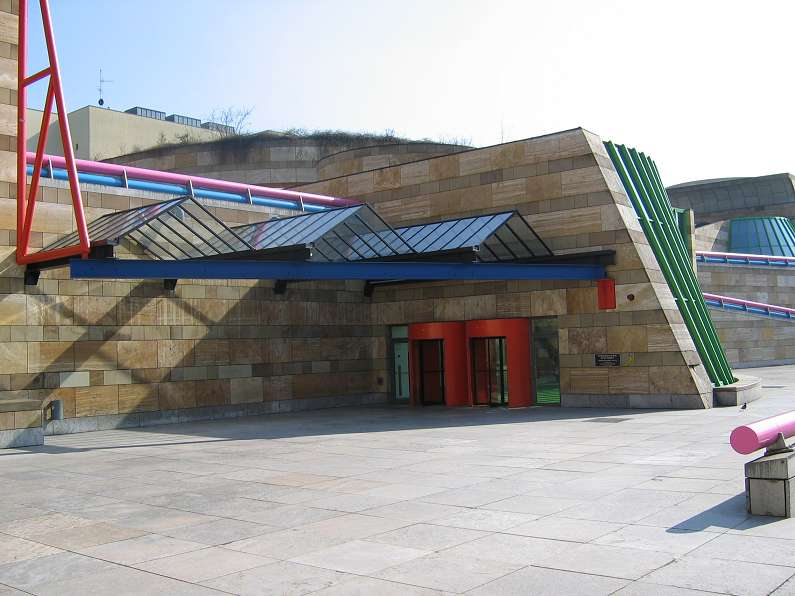
Neue Staatsgalerie Stuttgart

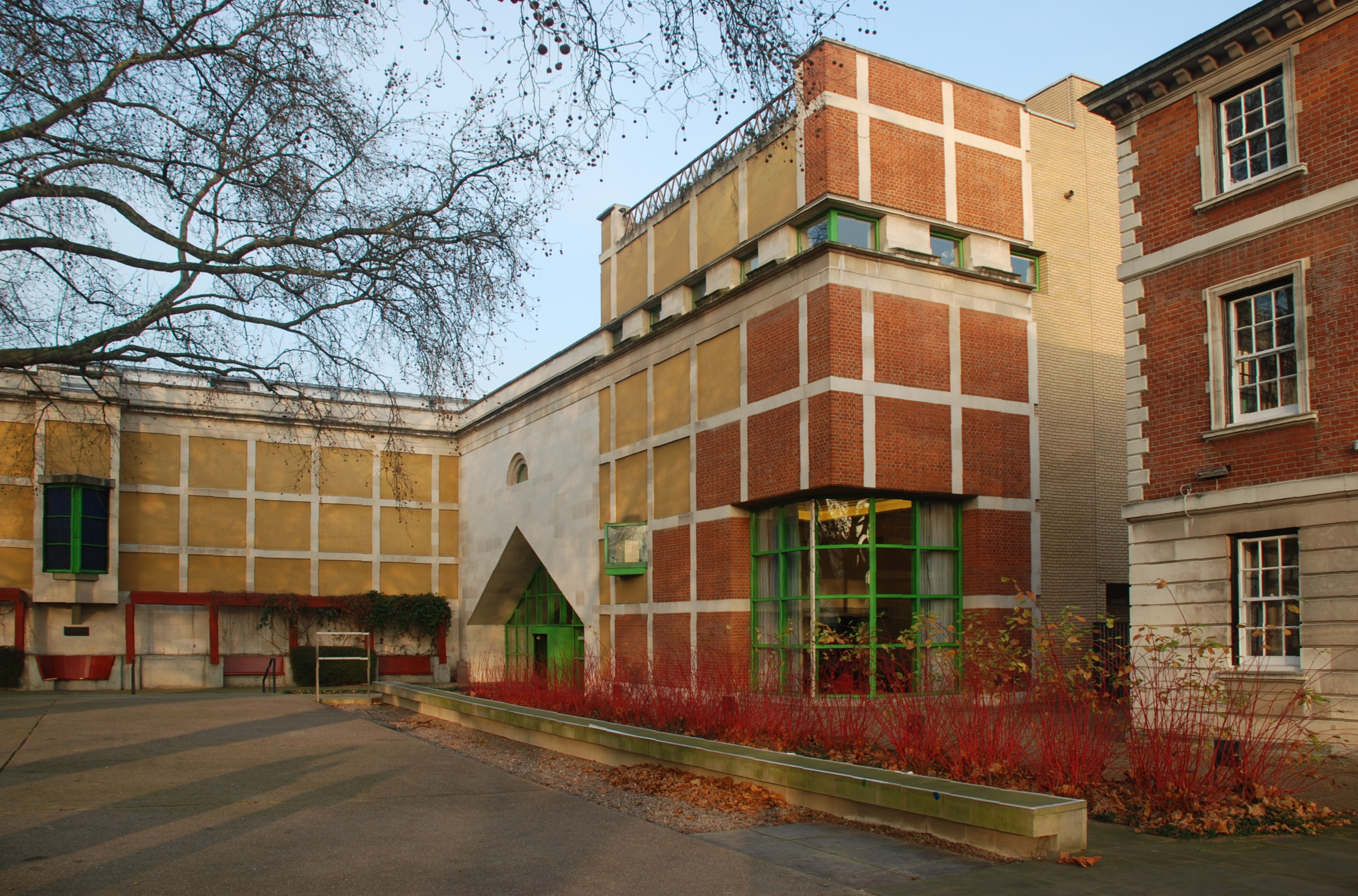
Clore Gallery v Londýně

Jeho tvorba se obvykle slohově zařazuje do (nového) brutalismu, případně revidovaného modernismu či neoklasicismu. Podobně jako jiní architekti v proudu brutalismu, si před sebe nekladl ani tak požadavky estetické, ale především etické. Stavba má mít zapamatovatelný obraz, jasné vyjádření konstrukce a materiálu a má odrážet "realitu daného místa a doby", což je největší posun oproti abstraktnímu mezinárodnímu stylu či moderně, která byla aplikovatelná v jakémkoli kontextu.
V roce 1956 založil architektonickou kancelář Stirling and Gowan společně s Jamesem Gowanem. Do tohoto období spadá návrh Strojní fakulty v Leicesteru (1959-1963), která reaguje na anglickou industriální architekturu typickou kombinací režného zdiva a zasklené kovové konstrukce, kompozičně je však inspirována odpalovací rampou na mysu Canaveral. Tato stavba měla značný vliv na soudobou architektonickou tvorbu.
V roce 1963 se s Gowanem rozešli a on pokračoval v samostatné tvorbě. V roce 1964 navrhl další přelomovou stavbu - budovu Fakulty historie pro University of Cambridge. Jeho parafrázování anglického industriálu zde dosahuje vrcholu v několikapatrové konstrukci čítárny, která je vložena mezi dvě křídla s učebnami a zastřešena polygonální oceloskleněnou konstrukcí. Dosahoval tak zajímavého prostorového efektu, který je navíc funkčně odůvodněn možností dozoru nad čítárnou a spojením různých pracovišť fakulty. V této době také vytvořil řadu dalších staveb pro akademické prostředí, například studentské ubytování pro St. Andrews University.
v 70. letech se jeho tvorba posunula do zjevnější neoklasicistní podoby a začala se přibližovat postmoderně, ačkoli v tvorbě stále dominoval postoj revidovaného modernismu. Díky účasti na větších projektech mohl své vize uplatňovat i v měřítku větších celků s městotvorným účinkem. V roce 1977 navrhl budovu Neue Staatsgalerie do Stuttgartu, kde je zřetelná změna barevnosti, kompozice i používání detailů. Budova se snaží vytvořit architektonickou krajinu prací s prostorem otevřeného atria a průchodem pro chodce. Na budově je použita řada zdánlivě zbytečných prvků, sloužících spíše pro pobavení a zesílení architektonického výrazu. Právě toto vedlo řadu Stirlingových kritiků k jeho zařazení do postmoderny, což ale architekt sám odmítal.
Úspěch Neue Staatsgalerie mu otevřel dveře k řadě velkých zakázek v 80. letech, mezi nimiž se také vyskytovala řada galerií, např. Clore Gallery v Londýně.
Po jeho neočekávané smrti v roce 1992 se vedení kanceláře ujal jeho dlouholetý asistent Michael Wilford.
Roku 1981 byl oceněn prestižní Pritzkerovou cenou za architekturu. Jeho přínos je nadále přehodnocován v řadě teoretických prací, jeho inspirace na další generace architektů je neměřitelná.